# Tony Hawk’s American Wasteland
Tony Hawk’s American Wasteland, или THAW, седьмая игра в серии Tony Hawk’s. Была выпущена в 2005 году для PlayStation 2, Xbox, Xbox 360, Nintendo GameCube и Windows. Являясь частью серии «Tony Hawk’s», игра разработана компанией Neversoft, и издана компанией Activision. Позже она была портирована на Windows и издавалась компанией Aspyr. Игра была локализована российской компанией Бука.
Tony Hawk’s American Wasteland — первая игра серии Tony Hawk, поддерживающая Xbox Live. Онлайн-игра ограничивалась платформами PlayStation 2 и PC. Версия Tony Hawk's American Sk8land для Nintendo DS, включала в себя возможность игры через Wi-Fi. Она была первой игрой на DS, имеющая онлайн поддержку. Версия для GameBoy Advance была выпущена с таким же названием.

## Особенности
- Tony Hawk’s American Wasteland — первая игра в серии, позволившая играть на одной большой территории без загрузок при переходе из одной локации в другую в режиме истории.
- Возможность езды и выполнения трюков на BMX.
- Присутствует классический режим, где игроку нужно выполнять различные задания в течение двухминутного срока, как в прошлых играх серии.
- После прохождения основного сюжета есть возможность продолжить игру.
- В версии Extend Edition присутствует возможность «скопировать» лицо игрока скейтеру в игру с помощью EyeToy-камеры.

## Сюжет
Игра начинается с выбора игроком одного из пяти скейтбордистов, после чего выбранный персонаж садится в автобус, отправляющийся в Лос-Анджелес. В автобусе он встречает девушку-блондинку Келли, которая едет в этот же город, чтобы стать актрисой. Из разговора с ней становится понятно, что главный герой уезжает в Лос-Анджелес от своей семьи и друзей, которые плохо относились к нему и его жизни.
...Всё, что тебе нужно, так это твоя тупая доска!Отец главного героя
После выхода из автобуса в одном из районов Лос-Анджелеса, Голливуде, главного героя избивают и грабят панки. Целью становится вернуть свои вещи. Там же персонаж встречает девушку по имени Минди, которая просит его сменить одежду, так как в своей, по её словам, он похож на «деревенщину». Далее игроку предстоит обучаться разнообразным трюкам, постепенно развивая свои навыки скейтера. Свои вещи персонаж будет пытаться вернуть соревнованием, но проиграв, панк не захочет их отдавать и главный герой, в итоге, бьёт его скейтбордом по голове.
Минди — талантливая художница, и главному персонажу бросится в глаза один из её набросков какого-то места. Спросив об этом Минди, он узнает, что «это сумасшедшее место, в которое влюбляешься раз и навсегда». Но оно не для всех. Главному герою удастся убедить Минди помочь ему попасть туда. Позже, попав в следующий район Лос-Анджелеса — Беверли-Хиллз, персонаж встретит её и ещё трёх персонажей: Буна, Бесполезного Дэйва и Мёрфи. Из-за слишком малых навыков скейтбордиста они не позволят пройти главному герою в место под названием «скейт-ранчо». Обучившись новым трюкам, у главного героя получится убедить группу пустить его на ранчо. Это то самое место, о котором говорила Минди, но оно не такое, как на её рисунках.
По мере прохождения игроку будут открываться новые места — районы Лос-Анджелеса, среди которых важное место в игре занимает скейт-ранчо, которое придётся улучшать в течение всей игры согласно наброскам Минди.
Развивая свои навыки, главный герой добьётся допуска к соревнованию скейтеров «Tony Hawk’s AmJam», после победы в котором, произнося короткую речь, случайно выдаст своего друга, владельца скейт-ранчо, Игги Ван Зандта, который, как оказывается, когда-то был легендой скейтбординга, но ушёл на дно вследствие своего несколько высокого уровня преступности.
Далее всплывают факты, что Игги на самом деле не является хозяином ранчо, так как у него недостаточно средств для его покупки, а под ранчо находятся «Зелёные трубы» — высушенный канал, некогда используемый скейтбордистами и легендарный для них из-за своих изгибов и неимоверных прыжков. Оставшуюся часть игры придётся уговаривать звёзд скейтбординга сняться в фильме, а с выручки выкупить скейт-ранчо.
Игра заканчивается тем, что скейт-ранчо будет выкуплено, «Зелёные трубы» откопаны, а Минди станет девушкой главного героя.

## Геймплей
В плане геймплея игра мало чем отличается от остальных игр серии. Игрок, управляя скейтером, может совершать различные прыжки, трюки, скольжения и прочее. Однако, в игре появились некоторые элементы, расширяющие привычное представление о геймплее. В игре появились миссии, разбросанные по различным локациям, которые следует выполнять для прохождения. Однако, не все миссии требуются для завершения «Story Mode», но их выполнение влияет на процент прохождения сюжета. В игре появились магазины, что позволяет менять внешность персонажа и оформление скейтборда по ходу игры (а не с самого начала, как в прошлых играх серии). В скейт-магазинах есть таблички, оставленные спонсорами, на которых записаны различные задания на трюки. За их выполнение игрок получает очки к тем или иным свойствам (высота прыжка, балансирование, скорость вращения и другое). Также, в игре есть «Classic Mode» — классический режим, в котором нужно выполнять задания (собрать слова SKATE и COMBO, набрать максимум очков, выполнить максимальное комбо, найти нужные предметы и выполнить трюки через нужные преграды) на время (даётся около 2 минут). Помимо обычного скейтбординга в игре также есть возможность кататься и делать трюки на BMX, заниматься паркуром и рисовать граффити. BMX представляет собой не просто катание, а выполнение различных заданий (выполнение трюков, разворотов и прочего). Паркур в «Story Mode» доступен лишь после прохождения нужной миссии. Персонаж может бегать вверх по стенам (Wallrun), зацепляться за выступы и ползать по ним (Cat Leap), а также выполнять сальто вперёд (Front Tuck), сальто назад (Back Tuck) и сальто от стены (Wallflip). Рисование граффити также является возможным, и даже имеет место в сюжете. Игрок может помогать райдерам рисовать граффити почти во всех локациях в игре. После полного раскрашивания, игрок получает стиль того или иного района города, что даёт ему возможность создавать свои граффити, комбинируя стили.

## Персонажи
- Главный герой — протагонист игры. Один из пяти скейтеров (они представлены на выбор в начале игры). Безымянен (все персонажи зовут его на «эй», «йоу», «привет», или же он сам заводит разговор).
- Минди — девушка, весьма экстравагантно одета. Встреча с ней происходит в начале игры, после того, как главного героя ограбят панки. В конце игры Минди становится девушкой главного героя.
- Келли — девушка в голубом платье, едет в Лос-Анджелес, чтобы стать актрисой. В игре появляется три раза: в начале игры (в автобусе сядет рядом с главным героем), на соревновании «Tony Hawk’s AmJam» в качестве зрителя, и в конце игры на скейт-ранчо (станет девушкой Бесполезного Дэйва).
- Бесполезный Дэйв — скейтер, постоянно ходит с камерой. Впервые встретится с игроком в Беверли-Хиллз у входа в скейт-ранчо.
- Бун — скейтер, специализируется на экстремальных прыжках, но часто падает при выполнении трюков. Впервые встретится с игроком в Беверли-Хиллз у входа в скейт-ранчо.
- Мёрфи — скейтер, имеет множество контактов и друзей по всему Лос-Анджедесу, с которыми постоянно разговаривает по мобильному телефону. Впервые встретится с игроком в Беверли-Хиллз у входа в скейт-ранчо.
- Игги Ван Зандт — лидер трёх предыдущих скейтеров, когда-то был легендой скейтбординга, но ушёл на дно из-за большого количества преступлений. Первая встреча с игроком — скейт-ранчо. По сюжету, Игги будет арестован, но в конце игры освобождён.

### Профессиональные скейтеры
- Тони Хоук — обучает игрока уникальному трюку «900». Первая встреча — соревнование «Tony Hawk’s AmJam» (Тони выступает в качестве ведущего).
- Тони Альва — помогает игроку попасть на нефтевышку. Первая встреча — Санта-Моника.
- Райан Шеклер — первая встреча — скейт-парк «Vans».
- Боб Бернквист — первая встреча — Санта-Моника.
- Бэм Марджера — первая встреча — Лос-Анджелес.
- Родни Маллен — первая встреча — Голливуд.
- Пол Родригес — первая встреча — центр Лос-Анджелеса.
- Стиви Уилльямс — первая встреча — Восточный Лос-Анджелес.
- Дейвон Сонг — первая встреча — Беверли-Хиллз.
- Эндрю Рейнольдс — первая встреча — Голливуд.
- Мэт Хоффман — первая встреча — скейт-парк «Vans».

## Саундтрек
Список композиций:
| - 7 Seconds — 'We’re Gonna Fight' (Панк) - Alkaline Trio — 'Wash Away (Beneath the Shadows)' (T.S.O.L.) (Панк) - An Endless Sporadic — «Sun of Pearl» (Рок/Другое) - Bad Religion — «We're Only Gonna Die» (Панк) - Black Flag — «Rise Above» (Панк) - Bloc Party — «Like Eating Glass (Tony Hawk Mix)» (Рок/Другое) - Bobot Adrenaline — «Penalty Box» (Рок/Другое) - Breakestra — «Champ» (Хип-хоп) - Circle Jerks — «Wild in the Streets» (Garland Jeffreys) (Панк) - D. R. I. — «Couch Slouch» (Панк) - Dead Kennedys — «California Über Alles» (Панк) - Death From Above 1979 — «Little Girl» (Рок/Другое) - Del tha Funkee Homosapien — «Burnt» (Хип-хоп) - The Doors — «Peace Frog» (Рок/Другое) - Dropkick Murphys — «Who is Who» (The Adolescents) (Панк) - EI-P — «Jukie Skate Rock» (Хип-хоп) - Emanuel — «Search & Destroy» (The Stooges) (Панк) - Fall Out Boy — «Start Today» (Gorilla Biscuits) (Панк) - Fatlip — «What’s Up Fatlip» (Хип-хоп) - Felix da Housecat — «Everyone Is Someone in LA» (Рок/Другое) - Фрэнк Блэк — «Los Angeles» (Рок/Другое) - From Autumn To Ashes — «Let’s Have a War» (Fear) (Панк) - Good Riddance — «30 Day Wonder» (Панк) - Green Day — «Holiday» (Рок/Другое) - High on Fire — «Devilution» (Рок/Другое) - Hot Snakes — «Time to Escape» (Government Issue) (Панк) - Lair of the Minotaur — «Warlord» (Рок/Другое) - Mastodon — «Iron Tusk» (Рок/Другое) - Mike Vallely — «Vendetta» (Панк) - Molemen feat. Slug, Aesop Rock and MF Doom — «Put Your Quarter Up» (Хип-хоп) - Mötley Crüe — «Live Wire» (Рок/Другое) - My Chemical Romance — «Astro Zombies» (The Misfits) (Панк) | - Nassim — «Rawhide» (Рок/Другое) - Oingo Boingo — «Who Do You Want To Be» (Рок/Другое) - Pest — «Duke Kerb Crawler» (Хип-хоп) - Pig Destroyer — «Gravedancer» (Рок/Другое) - Prefuse 73 — «The End of Biters» (mislabeled «One Word Extinguisher») (Хип-хоп) - Public Enemy feat. Ice Cube and Big Daddy Kane — «Burn Hollywood Burn» (Хип-хоп) - Rise Against — «Fix Me» (Black Flag) (Панк) - Rob Sonic — «Sniper Picnic» (Хип-хоп) - Saves the Day — «Sonic Reducer» (The Dead Boys) (Панк) - Scissor Sisters — «Filthy/Gorgeous» (Рок/Другое) - Senses Fail — «Institutionalized» (Suicidal Tendencies) (Панк) - Sham 69 — «Borstal Breakout» (Панк) - SNFU — «Better Homes And Gardens» (Панк) - Spirit Caravan — «Dove-Tongued Aggressor» (Рок/Другое) - Strike Anywhere — «Question the Answer»(Панк) - Taking Back Sunday — «Suburban Home / I Like Food» (Descendents) (Панк) - The Bled — «House of Suffering» (Bad Brains) (Панк) - The Bravery — «Unconditional» (Рок/Другое) - The Casualties — «Get Off My Back» (Панк) - The Faint — «I Disappear» (Рок/Другое) - The God Awfuls — «Watch It Fall» (Панк) - The Network — «Teenagers From Mars» (The Misfits) (Панк) - The Riverboat Gamblers — «Hey! Hey! Hey!» (Панк) - The Thunderlords — «I Like Dirt» (Рок/Другое) - Thrice — «Image of the Invisible» (Панк) - Thrice — «Seeing Red / Screaming at a Wall» (Minor Threat) (Панк) - Thursday — «Ever Fallen In Love» (The Buzzcocks) (Рок/Другое) - Tommy Guerrero — «Organism» (Хип-хоп) - Ungh! — «Skate Afrikkana» (Рок/Другое) - USSR — «Live Near Death» (Рок/Другое) - Venom — «Black Metal» (Рок/Другое) |

## Саундтрек альбом
Жанры: панк-рок, хардкор-панк, скейт-панк, гаражный рок, хоррор-панк.
| №   | Название                                                                | Исполнитель          | Длительность |
| --- | ----------------------------------------------------------------------- | -------------------- | ------------ |
| 1.  | «Institutionalized» (Suicidal Tendencies, 1983)                         | Senses Fail          | 3:48         |
| 2.  | «Suburban Home"/"I Like Food» (Descendents, 1982/1981)                  | Taking Back Sunday   | 1:56         |
| 3.  | «Astro Zombies» (The Misfits, 1982)                                     | My Chemical Romance  | 2:51         |
| 4.  | «Search and Destroy» (The Stooges, 1973)                                | Emanuel              | 3:22         |
| 5.  | «Sonic Reducer» (The Dead Boys, 1977)                                   | Saves the Day        | 3:02         |
| 6.  | «Who Is Who» (The Adolescents, 1981)                                    | Dropkick Murphys     | 1:21         |
| 7.  | «Seeing Red"/"Screaming At A Wall» (Minor Threat, 1981)                 | Thrice               | 2:32         |
| 8.  | «House of Suffering» (Bad Brains, 1986)                                 | The Bled             | 2:23         |
| 9.  | «Time to Escape» (Government Issue, 1981)                               | Hot Snakes           | 1:46         |
| 10. | «Start Today» (Gorilla Biscuits, 1989)                                  | Fall Out Boy         | 2:02         |
| 11. | «Wash Away» (TSOL, 1982)                                                | Alkaline Trio        | 3:27         |
| 12. | «Ever Fallen in Love (With Someone You Shouldn't've)» (Buzzcocks, 1978) | Thursday             | 2:52         |
| 13. | «Let's Have A War» (Fear, 1982)                                         | From Autumn to Ashes | 2:48         |
| 14. | «Fix Me» (Black Flag, 1978)                                             | Rise Against         | 0:54         |

## Критика
| Сводный рейтинг       | Сводный рейтинг | Сводный рейтинг | Сводный рейтинг | Сводный рейтинг | Сводный рейтинг |
| Издание               | Оценка          | Оценка          | Оценка          | Оценка          | Оценка          |
| Издание               | GC              | PC              | PS2             | Xbox            | Xbox 360        |
| --------------------- | --------------- | --------------- | --------------- | --------------- | --------------- |
| GameRankings          | 76,66 %         | 70,70 %         | 78,05 %         | 78,55 %         | 75,04 %         |
| Metacritic            | 76/100          | 69/100          | 77/100          | 77/100          | 75/100          |
| MobyRank              | 83/100          | 70/100          | 80/100          | 81/100          | 74/100          |
| Иноязычные издания    |                 |                 |                 |                 |                 |
| Издание               | Оценка          | Оценка          | Оценка          | Оценка          | Оценка          |
| Издание               | GC              | PC              | PS2             | Xbox            | Xbox 360        |
| 1UP.com               | N/A             | N/A             | B               | B               | N/A             |
| GameSpot              | 7,5             | 6,9             | 7,5             | 7,5             | 6,6             |
| IGN                   | 8,5             | N/A             | 8,5             | 8,5             | 8,3             |
| X-Play                | 3/5             | 3/5             | 3/5             | 3/5             | 3/5             |
| Русскоязычные издания |                 |                 |                 |                 |                 |
| Издание               | Оценка          | Оценка          | Оценка          | Оценка          | Оценка          |
| Издание               | GC              | PC              | PS2             | Xbox            | Xbox 360        |
| Absolute Games        | N/A             | 90 %            | N/A             | N/A             | N/A             |
| «PC Игры»             | N/A             | 6,0             | N/A             | N/A             | N/A             |
| PlayGround.ru         | N/A             | 7,5             | N/A             | N/A             | N/A             |
| «Игромания»           | N/A             | 6,5             | N/A             | N/A             | N/A             |
| «Страна игр»          | 8,0             | 8,0             | 8,0             | 8,0             | 8,0             |

Игра получила смешанные отзывы.
Обещанное отсутствие подзагрузок скрывалось «коридорами» между локациями, из-за которых загрузки были просто менее заметны. Тем не менее, игра в этих «коридорах» начинает подвисать, догружая уровень.